# Діп-Крік 2
Діп-Крік 2 (англ. Deep Creek 2) — індіанська резервація в Канаді, у провінції Британська Колумбія, у межах регіонального округу Карібу.

## Населення
За даними перепису 2016 року, індіанська резервація нараховувала 91 особу, показавши скорочення на 18,0%, порівняно з 2011-м роком. Середня густина населення становила 5,8 осіб/км².
З офіційних мов обидвома одночасно володіли 5 жителів, тільки англійською — 90. Усього 15 осіб вважали рідною мовою не одну з офіційних, з них усі — одну з корінних мов.
Працездатне населення становило 78,6% усього населення, рівень безробіття — 18,2%.

## Клімат
Середня річна температура становить 4,7°C, середня максимальна – 20,2°C, а середня мінімальна – -14,9°C. Середня річна кількість опадів – 449 мм.
| Клімат поселення                              | Клімат поселення | Клімат поселення | Клімат поселення | Клімат поселення | Клімат поселення | Клімат поселення | Клімат поселення | Клімат поселення | Клімат поселення | Клімат поселення | Клімат поселення | Клімат поселення | Клімат поселення |
| Показник                                      | Січ.             | Лют.             | Бер.             | Квіт.            | Трав.            | Черв.            | Лип.             | Серп.            | Вер.             | Жовт.            | Лист.            | Груд.            |                  |
| Середній максимум, °C                         | −1,18            | 2,91             | 7,17             | 12,17            | 16,69            | 20,20            | 19,60            | 19,41            | 14,68            | 9,07             | 2,10             | −2,74            |                  |
| Середня температура, °C                       | −8,04            | −3,94            | 0,29             | 5,30             | 9,84             | 13,32            | 15,78            | 15,60            | 10,87            | 5,26             | −1,72            | −6,56            |                  |
| Середній мінімум, °C                          | −14,91           | −10,8            | −6,55            | −1,56            | 2,97             | 6,47             | 11,96            | 11,80            | 7,05             | 1,45             | −5,54            | −10,38           |                  |
| Норма опадів, мм                              | 37               | 19               | 17               | 21               | 38               | 58               | 54               | 48               | 38               | 37               | 42               | 40               |                  |
| Середньомісячна швидкість вітру, м/с          | 2.11             | 2.20             | 2.45             | 2.60             | 2.44             | 2.22             | 2.07             | 1.88             | 1.93             | 2.26             | 2.37             | 2.28             |                  |
| Середньомісячна сонячна радіація, кДж/м²·день | 2933             | 5881             | 10837            | 15815            | 19293            | 20855            | 21289            | 17984            | 12338            | 6746             | 3298             | 2218             |                  |
| --------------------------------------------- | ---------------- | ---------------- | ---------------- | ---------------- | ---------------- | ---------------- | ---------------- | ---------------- | ---------------- | ---------------- | ---------------- | ---------------- | ---------------- |
| Джерело:                                      |                  |                  |                  |                  |                  |                  |                  |                  |                  |                  |                  |                  |                  |